# Aloe immaculata
Aloe immaculata ist eine Pflanzenart der Gattung der Aloen in der Unterfamilie der Affodillgewächse (Asphodeloideae). Das Artepitheton immaculata leitet sich von den lateinischen Worten im- für ‚nicht‘ sowie maculatus für ‚befleckt‘ ab und verweist auf die fleckenlosen Laubblätter.

## Beschreibung

### Vegetative Merkmale
Aloe immaculata wächst stammlos oder kurz stammbildend und ist einfach. Die Stämme erreichen eine Länge von bis zu 10 Zentimeter. Die 16 bis 20 lanzettlich verschmälerten Laubblätter bilden dichte Rosetten. Die Blattspreite ist 35 bis 40 Zentimeter lang und 6 bis 8 Zentimeter breit. Die obersten 6 bis 10 Zentimeter vertrocknen bald. Auf der trübgrünen bis bräunlich grünen Blattoberseite befinden sich auffällige Längslinien und gelegentlich wenige zerstreute weiße Flecken. Die Unterseite ist gräulich grün und manchmal undeutlich fein liniert. Die stechenden, bräunlichen bis rötlich braunen Zähne am hornigen, bräunlichen bis rötlich braunen Blattrand sind 4 bis 5 Millimeter lang und stehen 10 bis 15 Millimeter voneinander entfernt. Der Blattsaft trocknet purpurn.

### Blütenstände und Blüten
Der Blütenstand weist sechs bis zehn Zweige auf und erreicht eine Länge von bis zu 100 Zentimeter. Die unteren Zweige sind gelegentlich nochmals verzweigt. Die dichten, fast kopfigen Trauben sind 10 bis 20 Zentimeter lang und 8 bis 9 Zentimeter breit. Die lanzettlich deltoiden Brakteen weisen eine Länge von 10 bis 15 Millimeter auf. Die korallenroten Blüten stehen an 12 bis 15 Millimeter langen Blütenstielen. Die Blüten sind 30 bis 33 Millimeter lang und an ihrer Basis gestutzt. Auf Höhe des Fruchtknotens weisen die Blüten einen Durchmesser von 7 Millimeter auf. Darüber sind sie abrupt auf 4 Millimeter verengt und schließlich zur Mündung erweitert. Ihre äußeren Perigonblätter sind auf einer Länge von 10 Millimetern nicht miteinander verwachsen. Die Staubblätter und der Griffel ragen kaum aus der Blüte heraus.

### Genetik
Die Chromosomenzahl beträgt {\displaystyle 2n=14}.

## Systematik und Verbreitung
Aloe immaculata ist in der südafrikanischen Provinz Limpopo, insbesondere um Chuniespoort, auf Grasland oder im Schatten von Büschen in Höhen von etwa 900 bis 1800 Metern verbreitet.
Die Erstbeschreibung durch Neville Stuart Pillans wurde 1934 veröffentlicht.

## Nachweise